# 장다밍
장다밍(강대명, 중국어 간체자: 姜大明, 병음: Jiāng Dàmíng, 1953년 3월 ~ )은 중화인민공화국의 정치인이다. 국토자원부 부장과 산둥성 성장을 지냈다.

## 생애
산둥성 룽청시에서 태어났다. 1969년 16세의 나이로 하방운동에 동참한 지식청년으로 헤이룽장성 생산건설병단에서 일했다. 1976년 중국 공산당에 입당했고 헤이룽장성 국영농장 판공실 비서로 근무했다. 1978년 헤이룽장 대학 철학과에 입학하였고 당 지부 부서기를 지냈다. 1982년 졸업 후 그는 중국공산당 청년단 중앙조직부에 들어 가 간사와 조직부 부처장, 처장, 조직부 부부장 등을 역임했다. 1990년 공청단 중앙조직부 부장으로 승진한 뒤 1991년 12월에는 공청단 중앙상임위원으로 승진했다. 1993년 장다밍은 공청단 중앙서기처 서기가 되었고 1998년 전국 공청단 부주석에 선출되었다.
1998년 산둥성 당위원회 상무위원으로 자리를 옮겼고 조직부 부장을 지냈다. 2000년 12월 산둥성 당위원회 부서기 겸 조직부 부장으로 일했고 2004년 지난시 시위원회 서기를 역임을 했다. 2007년 장다밍을 산둥성 제11기 인민대표대회 제1차 회의에서 산둥성 성장으로 선출되었고 재정과 세무, 감사 등의 업무를 담당하게 되었다. He was appointed to the Minister of Land and Resources on March 2013.
2013년 3월, 제12기 전국인민대표대회에서 국무원 리커창 총리는 장다밍을 국토자원부 부장으로 지명했다. 2018년 제13차 전국정협위원회 위원으로 선출되었다.